# Zweden op het Eurovisiesongfestival 2005
Zweden nam deel aan het Eurovisiesongfestival 2005 in Kiev, de hoofdstad van Oekraïne. Het was de 45ste deelname van het land op het Eurovisiesongfestival. De selectie verliep via het jaarlijkse Melodifestivalen, waarvan de finale plaatsvond op 12 maart 2005. SVT was verantwoordelijk voor de Zweedse bijdrage voor de editie van 2005.

## Selectieprocedure
Melodifestivalen 2005 was de vierenveertigste editie van de liedjeswedstrijd Melodifestivalen, die de Zweedse deelnemer voor het Eurovisiesongfestival oplevert.

### Eerste halve finale
| Nr. | Artiest            | Liedje           | Vertaling          | Stemmen | Stemmen | Plaats |
| Nr. | Artiest            | Liedje           | Vertaling          | Ronde 1 | Ronde 2 | Plaats |
| --- | ------------------ | ---------------- | ------------------ | ------- | ------- | ------ |
| 1   | Alcazar            | Alcastar         |                    | 35 976  | 43 010  | 4      |
| 2   | Cecilia Vennersten | Var mig nära     | Stay Close To Me   | 5 069   | N/A     | 8      |
| 3   | Papa Dee           | My No.1          |                    | 25 446  | N/A     | 6      |
| 4   | Linda Bengtzing    | Alla flickor     | All Girls          | 33 338  | 44 503  | 3      |
| 5   | The Wallstones     | Invisible People |                    | 32 355  | 40 205  | 5      |
| 6   | Pay TV             | Refrain, Refrain |                    | 10 792  | N/A     | 7      |
| 7   | Nordman            | Ödet var min väg | Destiny Was My Way | 36 103  | 49 381  | 2      |
| 8   | Shirley Clamp      | Att älska dig    | To Love You        | 69 785  | 77 713  | 1      |

### Tweede halve finale
| Nr. | Artiest                       | Liedje                            | Vertaling                             | Stemmen | Stemmen | Plaats |
| Nr. | Artiest                       | Liedje                            | Vertaling                             | Ronde 1 | Ronde 2 | Plaats |
| --- | ----------------------------- | --------------------------------- | ------------------------------------- | ------- | ------- | ------ |
| 1   | Fredrik Kempe & Sanna Nielsen | Du och jag mot världen            | You and Me Against the World          | 38 642  | 65 313  | 1      |
| 2   | Camilla Brinck                | Jenny                             |                                       | 15 031  | N/A     | 7      |
| 3   | Group Avalon                  | Big Up                            |                                       | 15 032  | N/A     | 6      |
| 4   | Arja Saijonmaa                | Vad du än trodde så trodde du fel | Whatever You Believed, You Were Wrong | 14 118  | N/A     | 8      |
| 5   | Josefin Nilsson               | Med hjärtats egna ord             | With The Heart's Own Words            | 18 354  | 28 316  | 3      |
| 6   | Cameron Cartio                | Roma                              | Rome                                  | 16 232  | 27 293  | 4      |
| 7   | Bodies Without Organs         | Gone                              |                                       | 16 508  | 25 796  | 5      |
| 8   | Sanne Salomonsen              | Higher Ground                     |                                       | 36 118  | 53 193  | 2      |

### Derde halve finale
| Nr. | Artiest                    | Liedje           | Vertaling    | Stemmen | Stemmen | Plaats |
| Nr. | Artiest                    | Liedje           | Vertaling    | Ronde 1 | Ronde 2 | Plaats |
| --- | -------------------------- | ---------------- | ------------ | ------- | ------- | ------ |
| 1   | NaNa                       | Wherever You Go  |              | 25 053  | 38 891  | 3      |
| 2   | Kwanzaa                    | Lovin' Your Feen |              | 3 179   | N/A     | 8      |
| 3   | Jimmy Jansson              | Vi kan gunga     | We Can Swing | 52 485  | 62 845  | 2      |
| 4   | LaGaylia                   | Nothing At All   |              | 20 706  | 24 753  | 4      |
| 5   | Josef                      | Rain             |              | 23 410  | 24 597  | 5      |
| 6   | K2 featuring Alannah Myles | We Got It All    |              | 11 712  | N/A     | 7      |
| 7   | Jessica Folcker            | Om natten        | At Night     | 19 306  | N/A     | 6      |
| 8   | Martin Stenmarck           | Las Vegas        |              | 76 508  | 73 538  | 1      |

### Vierde halve finale
| Nr. | Artiest                                     | Liedje                         | Vertaling                      | Stemmen | Stemmen | Plaats |
| Nr. | Artiest                                     | Liedje                         | Vertaling                      | Ronde 1 | Ronde 2 | Plaats |
| --- | ------------------------------------------- | ------------------------------ | ------------------------------ | ------- | ------- | ------ |
| 1   | Anne-Lie Rydé                               | Så nära                        | So Near                        | 19 043  | 25 124  | 5      |
| 2   | B-Boys International featuring Paul M       | One Step Closer                |                                | 16 820  | N/A     | 6      |
| 3   | Mathias Holmgren                            | Långt bortom tid och rum       | Far Beyond Time and Space      | 21 337  | 28 775  | 4      |
| 4   | Rickard Engfors featuring Katarina Fallholm | Ready For Me                   |                                | 9 774   | N/A     | 8      |
| 5   | Date                                        | Hörde änglarna viska ditt namn | Heard Angels Whisper Your Name | 14 930  | N/A     | 7      |
| 6   | Nanne Grönvall                              | Håll om mig                    | Embrace Me                     | 53 726  | 67 876  | 1      |
| 7   | Caroline Wennergren                         | A Different Kind of Love       |                                | 29 456  | 63 664  | 2      |
| 8   | Katrina and the Nameless                    | As If Tomorrow Will Never Come |                                | 30 632  | 30 763  | 3      |

### Tweedekansronde
| Nr. | Artiest                  | Liejde                         | Vertaling                  | Stemmen | Stemmen | Plaats |
| Nr. | Artiest                  | Liejde                         | Vertaling                  | Ronde 1 | Ronde 2 | Plaats |
| --- | ------------------------ | ------------------------------ | -------------------------- | ------- | ------- | ------ |
| 1   | Alcazar                  | Alcastar                       |                            | 47 762  | 63 533  | 1      |
| 2   | Linda Bengtzing          | Alla flickor                   | All Girls                  | 38 861  | 54 253  | 2      |
| 3   | Josefin Nilsson          | Med hjärtats egna ord          | With The Heart's Own Words | 20 537  | N/A     | 7      |
| 4   | Cameron Cartio           | Roma                           | Rome                       | 18 945  | N/A     | 8      |
| 5   | NaNa                     | Wherever You Go                |                            | 28 510  | 38 254  | 4      |
| 6   | LaGaylia                 | Nothing At All                 |                            | 27 547  | 53 126  | 3      |
| 7   | Mathias Holmgren         | Långt bortom tid och rum       | Far Beyond Time And Space  | 25 472  | N/A     | 5      |
| 8   | Katrina and the Nameless | As If Tomorrow Will Never Come |                            | 24 489  | N/A     | 6      |

### Finale
| Nr. | Artiest                       | Liedje                   | Vertaling                    | Producer                                                                      | Stemmen | Stemmen | Stemmen | Plaats |
| Nr. | Artiest                       | Liedje                   | Vertaling                    | Producer                                                                      | Jury    | Publiek | Totaal  | Plaats |
| --- | ----------------------------- | ------------------------ | ---------------------------- | ----------------------------------------------------------------------------- | ------- | ------- | ------- | ------ |
| 1   | Martin Stenmarck              | Las Vegas                | -                            | Niklas Edberger, Johan Fransson, Tim Larsson, Tobias Lundgren                 | 102     | 110     | 212     | 1e     |
| 2   | Linda Bengtzing               | Alla Flickor             | All Girls                    | Niklas Edberger, Johan Fransson, Tim Larsson, Tobias Lundgren                 | 15      | -       | 15      | 9e     |
| 3   | Nordman                       | Ödet var min väg         | Destiny was my Way           | Dan Attlerud, Mats Wester                                                     | 4       | 11      | 15      | 9e     |
| 4   | Shirley Clamp                 | Att älska dig            | To Love You                  | Sonja Aldén, Bobby Ljunggren, Henrik Wikström, Shirley Clamp, Robert Olausson | 86      | 44      | 130     | 4de    |
| 5   | Sanne Salomonsen              | Higher Ground            | -                            | Jeanette Olsson, Moh Denebi, Henrik Janson                                    | 35      | -       | 35      | 7de    |
| 6   | Caroline Wennergren           | A Different Kind of Love | -                            | Joacim Dubbelman, Martin Landh, Sam McCarthy                                  | 28      | 88      | 116     | 5de    |
| 7   | Alcazar                       | Alcastar                 | -                            | Niklas Edberger, Johan Fransson, Tim Larsson, Tobias Lundgren                 | 69      | 66      | 135     | 3e     |
| 8   | Jimmy Jansson                 | Vi kan gunga             | We Can Swing                 | Niklas Edberger, Johan Fransson, Tim Larsson, Tobias Lundgren                 | 27      | 22      | 49      | 6e     |
| 9   | Fredrik Kempe & Sanna Nielsen | Du och jag mot världen   | You and Me Against the World | Fredrik Kempe, Bobby Ljunggren, Henrik Wikström                               | 30      | -       | 30      | 8ste   |
| 10  | Nanne Grönvall                | Håll om mig              | Embrace Me                   | Nanne Grönvall, Ingela 'Pling' Forsman                                        | 77      | 132     | 209     | 2e     |

### Stemming

#### Jury's
| Liedje                   | Luleå | Umeå) | Sundsvall | Falun | Karlstad | Örebro | Norrköping | Göteborg | Växjö | Malmö | Stockholm | Total |
| ------------------------ | ----- | ----- | --------- | ----- | -------- | ------ | ---------- | -------- | ----- | ----- | --------- | ----- |
| Las Vegas                | 12    | 12    | 6         | 4     | 12       | 12     | 12         | 8        | 10    | 8     | 6         | 102   |
| Alla flickor             | -     | -     | 10        | -     | -        | -      | -          | 2        | 2     | -     | 1         | 15    |
| Ödet var min väg         | -     | -     | -         | 1     | 1        | 1      | -          | -        | -     | 1     | -         | 4     |
| Att älska dig            | -     | 10    | 4         | 10    | 4        | 10     | 10         | 10       | 6     | 10    | 12        | 86    |
| Higher Ground            | 1     | 1     | 1         | 2     | 6        | -      | 4          | 6        | 4     | 6     | 4         | 35    |
| A Different Kind Of Love | 4     | 4     | 8         | -     | 2        | 8      | 2          | -        | -     | -     | -         | 28    |
| Alcastar                 | 8     | 8     | 2         | 6     | 10       | 2      | 8          | 1        | 12    | 2     | 10        | 69    |
| Vi kan gunga             | 10    | -     | -         | 8     | 8        | -      | -          | -        | 1     | -     | -         | 27    |
| Du och jag mot världen   | 2     | 6     | -         | -     | -        | 6      | 6          | 4        | -     | 4     | 2         | 30    |
| Håll om mig              | 6     | 2     | 12        | 12    | -        | 4      | 1          | 12       | 8     | 12    | 8         | 77    |

#### Televotes
| Liedje                   | Jury | aantal televotes | Punten | Totaal |
| ------------------------ | ---- | ---------------- | ------ | ------ |
| Las Vegas                | 102  | 208 716          | 110    | 212    |
| Alla flickor             | 15   | 95 532           | -      | 15     |
| Ödet var min väg         | 4    | 111 684          | 11     | 15     |
| Att älska dig            | 86   | 153 923          | 44     | 130    |
| Higher Ground            | 35   | 36 219           | -      | 35     |
| A Different Kind Of Love | 28   | 204 040          | 88     | 116    |
| Alcastar                 | 69   | 165 497          | 66     | 135    |
| Vi kan gunga             | 27   | 130 021          | 22     | 49     |
| Du och jag mot världen   | 30   | 40 037           | -      | 30     |
| Håll om mig              | 77   | 373 928          | 132    | 209    |

## In Kiev
Door het goede resultaat in 2004 mocht Zweden onmiddellijk aantreden in de finale.
In Turkije moest Zweden optreden als 14de in de finale, net na Denemarken en voor Macedonië. Aan het einde van de puntentelling was gebleken dat Zweden gedeeld 19de was geworden met een totaal van 30 punten.
België en  Nederland hadden geen punten over voor deze inzending.

### Gekregen punten

#### Finale
| 12 punten  | 10 punten | 8 punten | 7 punten     | 6 punten                    |
| ---------- | --------- | -------- | ------------ | --------------------------- |
|            |           |          | - Denemarken | - Finland - Noord-Macedonië |
| 5 punten   | 4 punten  | 3 punten | 2 punten     | 1 punt                      |
| - Moldavië |           | - Monaco | - Spanje     | - Noorwegen                 |

### Punten gegeven door Zweden

#### Halve Finale
Punten gegeven in de halve finale:
| 12 punten | Denemarken      |
| 10 punten | Finland         |
| 8 punten  | Noorwegen       |
| 7 punten  | IJsland         |
| 6 punten  | Kroatië         |
| 5 punten  | Roemenië        |
| 4 punten  | Zwitserland     |
| 3 punten  | Hongarije       |
| 2 punten  | Polen           |
| 1 punt    | Noord-Macedonië |

#### Finale
Punten gegeven in de finale:
| 12 punten | Griekenland           |
| 10 punten | Denemarken            |
| 8 punten  | Noorwegen             |
| 7 punten  | Bosnië en Herzegovina |
| 6 punten  | Malta                 |
| 5 punten  | Zwitserland           |
| 4 punten  | Servië en Montenegro  |
| 3 punten  | Letland               |
| 2 punten  | Roemenië              |
| 1 punt    | Israël                |